# 伊瑟奈姆
伊瑟奈姆（法語：Issenheim，法語發音：[isənaim] ⓘ）是法国上莱茵省的一个市镇，属于坦恩-盖布维莱尔区。 

## 地理
伊瑟奈姆（47°54'9"N, 7°15'14"E）面积8.18 平方千米，位于法国大東部大區上莱茵省，该省份为法国东部内陆省份，是阿尔萨斯的一部分，今与下莱茵省组成了阿尔萨斯欧洲集体，其北临下莱茵省，西接孚日省，西南接贝尔福地区省，东侧沿莱茵河与德国相望，南与瑞士接壤。
与伊瑟奈姆接壤的市镇（或旧市镇、城区）包括：贝尔戈尔茨、贡多尔赛姆、梅尔克赛姆、盖布维莱尔、苏尔茨-上莱茵、雷德赛姆。
伊瑟奈姆的时区为UTC+01:00、UTC+02:00（夏令时）。

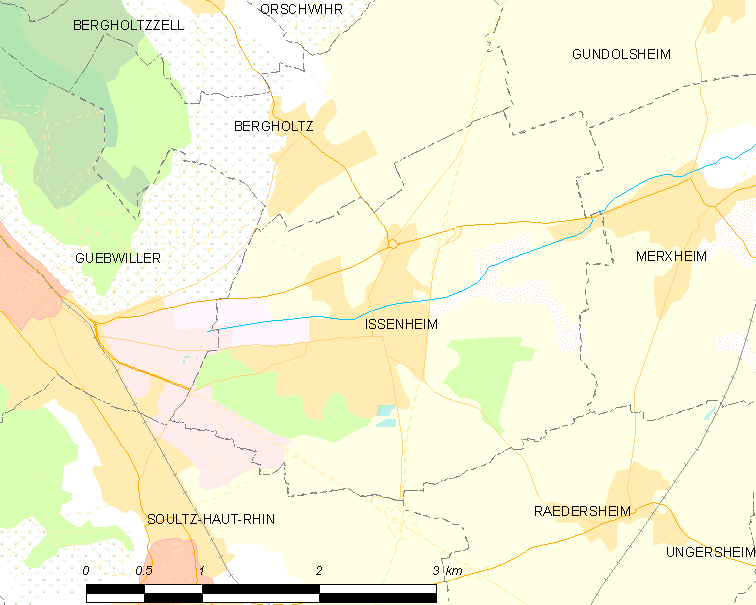
伊瑟奈姆的OSM定位图

## 行政
伊瑟奈姆的邮政编码为68500，INSEE市镇编码为68156。

## 政治
伊瑟奈姆所属的省级选区为盖布维莱尔县。

## 人口

1962-2008年间伊瑟奈姆人口变化图示

伊瑟奈姆于2022年1月1日时的人口数量为3534人。